# Ben Hamed Touré
Ben Hamed Touré, né le 21 août 2003 à Lopou, est un footballeur ivoirien qui évolue au poste d'avant-centre à l'AC Ajaccio.

## Biographie

### Débuts et formation
Ben Hamed Touré, né le 21 août 2003 à Lopou, commence le football dans son pays natal avec le LYS Sassandra. En 2021, il s'engage avec l'AC Ajaccio, ou il effectue un total de 2 matchs avec les U19 et un total de 28 matchs pour 10 buts avec l'équipe réserve durant 4 saisons en National 3.   

### AC Ajaccio
Il fait ses débuts pour son club formateur, le 7 mai 2023, remplaçant Thomas Mangani, lors de la 34e journée de Ligue 1 contre Toulouse FC (match nul 0-0).
Le 21 Juin 2023, Ben Hamed Touré signe son premier contrat professionnel avec l'AC Ajaccio, il paraphe un contrat allant jusqu'en 2026.
Le 2 septembre 2024, lors de la 5e journée de Ligue 2 contre l'USL Dunkerque, Touré inscrit son premier but avec l'AC Ajaccio (match nul 2-2).

## Statistiques
| Saison                | Club                  | Championnat           | Championnat | Championnat | Championnat | Coupe(s) nationale(s) | Coupe(s) nationale(s) | Coupe(s) nationale(s) | Total | Total | Total |
| Saison                | Club                  | Division              | M.          | B.          | P.d.        | M.                    | B.                    | P.d.                  | M.    | B.    | P.d.  |
| 2021-2022             | AC Ajaccio rés.       | National 3            | 11          | 3           | 0           | 0                     | 0                     | 0                     | 11    | 3     | 0     |
| 2022-2023             | AC Ajaccio rés.       | National 3            | 13          | 7           | 0           | 0                     | 0                     | 0                     | 13    | 7     | 0     |
| 2023-2024             | AC Ajaccio rés.       | National 3            | 3           | 0           | 0           | 0                     | 0                     | 0                     | 3     | 0     | 0     |
| 2024-2025             | AC Ajaccio rés.       | National 3            | 1           | 0           | 0           | 0                     | 0                     | 0                     | 1     | 0     | 0     |
| Sous-total            | Sous-total            | Sous-total            | 28          | 10          | 0           | 0                     | 0                     | 0                     | 28    | 10    | 0     |
| 2022-2023             | AC Ajaccio            | Ligue 1               | 4           | 0           | 0           | 0                     | 0                     | 0                     | 4     | 0     | 0     |
| 2023-2024             | AC Ajaccio            | Ligue 2               | 27          | 4           | 3           | 2                     | 0                     | 0                     | 29    | 4     | 3     |
| 2024-2025             | AC Ajaccio            | Ligue 2               | 20          | 3           | 0           | 1                     | 0                     | 0                     | 21    | 3     | 0     |
| 2025-2026             | AC Ajaccio            | Ligue 2               | 0           | 0           | 0           | 0                     | 0                     | 0                     | 0     | 0     | 0     |
| Sous-total            | Sous-total            | Sous-total            | 51          | 7           | 3           | 3                     | 0                     | 0                     | 54    | 7     | 3     |
| Total sur la carrière | Total sur la carrière | Total sur la carrière | 79          | 17          | 3           | 3                     | 0                     | 0                     | 82    | 17    | 3     |